# Виолета Нинова
Виолета Нинова е българска състезателка по гребане.

## Биография
Родена на 19 август 1963 г. в гр. София. През 1987 г. на световното първенство по академично гребане в Копенхаген (Дания) Виолета Нинова и Стефка Мадина печелят златните медали със силен финален спринт. Тя печели и бронзов медал от Летните олимпийски игри в Сеул заедно с партньорката си Стефка Мадина на двойка скул.
Била е председател на спортен клуб по гребане „Левски“ и генерален секретар във федерацията по гребане.
От 2013 година е директор на дирекция „Елитен спорт“ в Министерството на младежта и спорта.